# Seamus Dunne
Pour les articles homonymes, voir Dunne.
Seamus Dunne, né le 13 avril 1930 à Wicklow et mort le 28 septembre 2016, est un footballeur international irlandais qui évolue au poste de défenseur.

## Biographie

### En club
Seamus Dunne évolue en Irlande et en Angleterre. Il joue 300 matchs au sein des championnats anglais avec le club de Luton Town.

### En équipe nationale
Seamus Dunne évolue à quinze reprises sous le maillot de l'équipe d'Irlande entre 1952 et 1960.
Il joue son premier match en équipe nationale le 16 novembre 1952, en amical contre la France (match nul 1-1 à Dublin). Il reçoit sa dernière sélection le 18 mai 1960, en amical contre la Suède (défaite 4-1 à Malmö).
Il participe aux éliminatoires du mondial 1954 puis aux éliminatoires du mondial 1958. En 1956, il est capitaine de la sélection irlandaise lors d'un match face au Danemark.

## Sources
- (en) Stephen McGarrigle, The Complete who's who of Irish international football : 1945-1996, Edimbourg, Mainstream Publishing, octobre 1996, 237 p. (ISBN 1-85158-894-9), p. 60